# ICC Champions Trophy 2013
De ICC Champions Trophy werd in 2009 voor de zevende keer gehouden. Gespeeld werd van 6 tot en met 23 juni in Engeland en Wales. Daarbij wordt opgemerkt dat in het cricket het zogenaamde Engels cricketelftal officieel ook Wales vertegenwoordigt. India won voor toernooi voor de tweede keer. Het was de bedoeling dat dit de laatste editie zou zijn van de ICC Champions Trophy maar vier jaar later werd het toernooi toch nog een keer gehouden.

## Speellocaties
| Londen             | Birmingham               | Cardiff            |
| ------------------ | ------------------------ | ------------------ |
| The Oval           | Edgbaston Cricket Ground | Sophia Gardens     |
| Capaciteit: 26.000 | Capaciteit: 23.500       | Capaciteit: 15.643 |
|                    |                          |                    |

## Opzet
De acht beste testlanden volgens de wereldranglijst mochten deelnemen. Deze werden in twee groepen verdeeld en de nummers een en twee van elke groep plaatsten zich voor de halve finale.

## Wedstrijden

### Eerste ronde
Groep A
| Team          | Gesp. | W | V | G | GR | NRR    | Ptn |
| ------------- | ----- | - | - | - | -- | ------ | --- |
| Engeland      | 3     | 2 | 1 | 0 | 0  | +0.308 | 4   |
| Sri Lanka     | 3     | 2 | 1 | 0 | 0  | −0.197 | 4   |
| Nieuw-Zeeland | 3     | 1 | 1 | 0 | 1  | +0.777 | 3   |
| Australië     | 3     | 0 | 2 | 0 | 1  | −0.680 | 1   |

| 8 juni 2013 10:30 Verslag | Engeland 269/6 (50 overs) | v | Australië 221/9 (50 overs) | Engeland wint met 48 runs Edgbaston, Birmingham |
| 8 juni 2013 10:30 Verslag |                           |   |                            | Engeland wint met 48 runs Edgbaston, Birmingham |
|                           |                           |   |                            |                                                 |

| 9 juni 2013 10:30 Verslag | Sri Lanka 138 (37.5 overs) | v | Nieuw-Zeeland 139/9 (36.3 overs) | Nieuw-Zeeland wint met 1 wicket Sophia Gardens, Cardiff |
| 9 juni 2013 10:30 Verslag |                            |   |                                  | Nieuw-Zeeland wint met 1 wicket Sophia Gardens, Cardiff |
|                           |                            |   |                                  |                                                         |

| 12 juni 2013 10:30 Verslag | Australië 243/8 (50 overs) | v | Nieuw-Zeeland 51/2 (15 overs) | No result Edgbaston, Birmingham |
| 12 juni 2013 10:30 Verslag |                            |   |                               | No result Edgbaston, Birmingham |
|                            |                            |   |                               |                                 |

| 13 juni 2013 13:00 Verslag | Engeland 293/7 (50 overs) | v | Sri Lanka 297/3 (47.1 overs) | Sri Lanka wint met 7 wickets The Oval, Londen |
| 13 juni 2013 13:00 Verslag |                           |   |                              | Sri Lanka wint met 7 wickets The Oval, Londen |
|                            |                           |   |                              |                                               |

| 16 juni 2013 10:30 Verslag | Engeland 169 (23.3 overs) | v | Nieuw-Zeeland 159/8 (24 overs) | Engeland wint met 10 runs Sophia Gardens, Cardiff |
| 16 juni 2013 10:30 Verslag |                           |   |                                | Engeland wint met 10 runs Sophia Gardens, Cardiff |
|                            |                           |   |                                |                                                   |

| 17 juni 2013 13:00 Verslag | Sri Lanka 253/8 (50 overs) | v | Australië 233 (42.3 overs) | Sri Lanka wint met 20 runs The Oval, Londen |
| 17 juni 2013 13:00 Verslag |                            |   |                            | Sri Lanka wint met 20 runs The Oval, Londen |
|                            |                            |   |                            |                                             |

Groep B
| Team        | Gesp. | W | V | G | GR | NRR    | Ptn |
| ----------- | ----- | - | - | - | -- | ------ | --- |
| India       | 3     | 3 | 0 | 0 | 0  | +0.938 | 6   |
| Zuid-Afrika | 3     | 1 | 1 | 1 | 0  | +0.325 | 3   |
| West-Indië  | 3     | 1 | 1 | 1 | 0  | −0.075 | 3   |
| Pakistan    | 3     | 0 | 3 | 0 | 0  | −1.035 | 0   |

| 6 juni 2013 10:30 Verslag | India 331/7 (50 overs) | v | Zuid-Afrika 305 (50 overs) | India wint met 26 runs Sophia Gardens, Cardiff |
| 6 juni 2013 10:30 Verslag |                        |   |                            | India wint met 26 runs Sophia Gardens, Cardiff |
|                           |                        |   |                            |                                                |

| 7 juni 2013 10:30 Verslag | Pakistan 170 (48 overs) | v | West-Indië 172/8 (40.4 overs) | West Indies wint met 2 wickets The Oval, Londen |
| 7 juni 2013 10:30 Verslag |                         |   |                               | West Indies wint met 2 wickets The Oval, Londen |
|                           |                         |   |                               |                                                 |

| 10 juni 2013 13:00 Verslag | Zuid-Afrika 234/9 (50 overs) | v | Pakistan 167 (45 overs) | Zuid-Afrika wint met 67 runs Edgbaston, Birmingham |
| 10 juni 2013 13:00 Verslag |                              |   |                         | Zuid-Afrika wint met 67 runs Edgbaston, Birmingham |
|                            |                              |   |                         |                                                    |

| 11 juni 2013 10:30 Verslag | West-Indië 233/9 (50 overs) | v | India 236/2 (39.1 overs) | India wint met 8 wickets The Oval, Londen |
| 11 juni 2013 10:30 Verslag |                             |   |                          | India wint met 8 wickets The Oval, Londen |
|                            |                             |   |                          |                                           |

| 14 juni 2013 10:30 Verslag | Zuid-Afrika 230/6 (31 overs) | v | West-Indië 190/6 (26.1 overs) | Match tied (D/L) Sophia Gardens, Cardiff |
| 14 juni 2013 10:30 Verslag |                              |   |                               | Match tied (D/L) Sophia Gardens, Cardiff |
|                            |                              |   |                               |                                          |

| 15 juni 2013 10:30 Verslag | Pakistan 165 (39.4 overs) | v | India 102/2 (19.1 overs) | India wint met 8 wickets (D/L method) Edgbaston, Birmingham |
| 15 juni 2013 10:30 Verslag |                           |   |                          | India wint met 8 wickets (D/L method) Edgbaston, Birmingham |
|                            |                           |   |                          |                                                             |

### Halve finale
| 19 juni 10:30 Verslag | Zuid-Afrika 175 (38.4 overs) | v | Engeland 179/3 (37.3 overs) | Engeland wint met 7 wickets The Oval, London |
| 19 juni 10:30 Verslag |                              |   |                             | Engeland wint met 7 wickets The Oval, London |
|                       |                              |   |                             |                                              |

| 20 juni 10:30 Verslag | Sri Lanka 181/8 (50 overs) | v | India 182/2 (35 overs) | India wint met 8 wickets Sophia Gardens, Cardiff |
| 20 juni 10:30 Verslag |                            |   |                        | India wint met 8 wickets Sophia Gardens, Cardiff |
|                       |                            |   |                        |                                                  |

### Finale
| 23 juni 10:30 Verslag | India 129/7 (20 overs) | v | Engeland 124/8 (20 overs) | India wint met 5 runs Edgbaston, Birmingham |
| 23 juni 10:30 Verslag |                        |   |                           | India wint met 5 runs Edgbaston, Birmingham |
|                       |                        |   |                           |                                             |